# Santa Inés, Burgos
Santa Inés là một đô thị trong tỉnh Burgos, Castile và León, Tây Ban Nha.